# Green Castle Hill
Green Castle Hill ist ein Hügel der Insel Antigua, im Inselstaat Antigua und Barbuda.

## Geographie
Der Hügel erreicht eine Höhe von 149 m. Er liegt im Westen der Insel im Norden des Parish of Saint Mary.
An Fuß des Berges im Osten gibt es einen Kalksteinbruch. Der Berg selbst steht als Greencastle Hill National Park unter Naturschutz. Am Westhang gibt es eine Steintafel (Megalith).